# Peter Weins
Peter Weins (* 4. Mai 1889 in Kyllburg; † 8. Oktober 1966 in Trier) war ein deutscher Geistlicher und Generalvikar des Bistums Trier.

## Leben
Nach seinem Abitur 1910 am Trierer Kaiser-Wilhelm-Gymnasium studierte er Katholische Theologie und Philosophie am Bischöflichen Priesterseminar Trier. Er empfing am 1. August 1914 im Hohen Dom zu Trier die Priesterweihe und war Kaplan in Trier-St. Paulin. 1921 wurde er in Freiburg mit der Dissertation Die Reichsgottesidee in der systematischen Theologie des 18. Jahrhunderts zum Doktor der Theologie promoviert. Danach war er vier Jahre Religionslehrer am Lehrerseminar in Wittlich. 1925 wurde er Pfarrer in Neunkirchen (Birkenfeld), wechselte 1931 an die St.-Marien-Kirche in Neunkirchen und war zusätzlich ab 1937 Dechant von Ottweiler. 1938 wechselte er wieder nach St. Paulin und war dort Pfarrer und Dechant für 13 Jahre.
1950 wurde er zum nichtresidierenden Domherrn in Trier berufen. Bischof Matthias Wehr ernannte ihn 1951 zum Generalvikar des Bistums Trier und damit zum Nachfolger von Heinrich von Meurers. 1952 erfolgte die Ernennung zum Domkapitular. Aufgrund seines Gesundheitszustands legte er 1964 das Amt des Generalvikars nieder. Sein Nachfolger wurde Josef Paulus (1908–1985).
Im August 2022 ergaben sich „deutliche Anhaltspunkte“ dafür, dass Peter Weins als Generalvikar in einem Fall an der Vertuschung von sexuellem Missbrauch beteiligt war, weil er Ermittlungen und ein Gerichtsverfahren verhindern wollte, wie das Bistum Trier mitteilte. Ein Priester aus dem Bistum Trier habe sich 1959 durch Flucht nach Paraguay einem Strafverfahren wegen sexuellen Missbrauchs von sieben Oberklassenschülern in Deutschland entzogen; in Paraguay wurde er unter anderem Generalvikar. Im Zuge der Untersuchungen zu Vertuschungs- und Missbrauchsvorwürfen gegen den früheren Geschäftsführer des katholischen Lateinamerika-Hilfswerks Adveniat und späteren Bischof in Ecuador, Emil Stehle, fanden sich Hinweise darauf, dass Weins Stehle über die Flucht informiert habe. Stehle, der seit 1957 als Auslandsseelsorger in Südamerika tätig war, habe den Mann daraufhin unterstützt. Der Untersuchungsbericht zitiert eine Aktennotiz Stehles, der Priester sei „aufgrund einer speziellen Intervention der Diözese Trier“ nach Paraguay gekommen, und es seien „alle Verhältnisse zufriedenstellend geregelt“. Inwieweit auch der damalige Trierer Bischof Matthias Wehr informiert war, lasse sich nicht sicher sagen, so das Bistum Trier.

## Auszeichnungen
- Päpstlicher Hausprälat (1954)
- Apostolischer Protonotar (1964)
- Ehrenbürger von Kyllburg (1964)
- Großes Verdienstkreuz des Verdienstordens der Bundesrepublik Deutschland (1964)